# Битва за Гуадалканал
Битва за Гуадалканал (англ. Guadalcanal campaign, яп. ガダルカナル島の戦い) — військова кампанія, що відбувалася з 7 серпня 1942 по 9 лютого 1943 року на Тихоокеанському театрі воєнних дій Другої світової війни.
Бойові дії між силами союзників та Японської імперії відбувалися на землі, у повітрі, на воді й під водою. Головні бої розгорнулися на острові Гуадалканал (Соломонові острови) та навколо нього. Це був перший великий наступ Союзників проти японських сил.
7 серпня 1942 р. союзні сили, в основному американські, висадилися на островах Гуадалканал, Тулагі та Флориді, на півдні Соломонових островів, з метою запобігти використанню їх японцями для загрози логістиці та комунікаційним маршрутам між Сполученими Штатами, Австралією та Новою Зеландією. Союзники також мали намір використовувати Гуадалканал та Тулагі як бази для підтримки кампанії, метою якої було захопити або нейтралізувати основну японську базу в Рабаулі на острові Нова Британія. Вони захопили японських захисників, які окупували острови з травня 1942 року, і взяли Тулагі та Флориду, а також аеродром, пізніше названий аеродромом Хендерсон, який будувався на Гуадалканалі. Потужні військово-морські сили США підтримали висадку.
Захоплені зненацька наступом союзників, японці зробили кілька спроб між серпнем та листопадом 1942 р. знову зайняти аеродром. Три основні наземні битви, сім морських битв (п'ять нічних операцій та дві битви з авіаносців) та безперервні, майже щоденні повітряні битви, завершилися вирішальною морською битвою за Гуадалканал на початку листопада 1942 року, під час якої остання спроба японців бомбардування аеродрому з моря та землі з достатньою кількістю військ, щоб повернути його назад, зазнала невдачі. У грудні 1942 року вони відмовилися від будь-якої нової спроби, а потім евакуювали решту своїх сил 7 лютого 1943 року, зіткнувшись з наступом XIV корпуса армії США, тим самим поступившись островами союзникам.
У Тихоокеанському театрі операцій кампанія в Гуадалканалі була важливою стратегічною перемогою союзних сил над японцями. Останні досягли кульмінації своїх завоювань у Тихому океані: Гуадалканал позначає для союзників перехід від серії оборонних операцій до наступальної стратегії та початку їхньої кампанії з завоювання Соломонових островів, Нової Гвінеї та Центрального Тихого океану, що призведе до остаточної капітуляції Японії в кінці Другої світової війни

## Передумови
7 грудня 1941 року японська авіація атакувала Тихоокеанський флот ВМС США в Перл-Гарборі, Гавайські острови. Цією атакою були потоплено або сильно пошкоджені більшість лінкорів США, протистояння між двома державами стало відкритим і війну було оголошено.
Першочерговими завданнями японських лідерів стала нейтралізація американського флоту, захоплення родовищ корисних копалин і створення стратегічних військових баз для захисту Японської імперії в Тихому океані й Азії. На виконання цих завдань японські війська захопили Філіппіни, Таїланд, Малайю, Сингапур, Голландську Ост-Індію, острів Вейк, Острови Гілберта, Нову Британію і Гуам. Вступ США у війну проти Японії був останнім із країн Антигітлерівської коаліції, деякі з них, зокрема Велика Британія, Австралія й Нідерланди вже були атаковані японцями.
Дві спроби японського флоту захопити стратегічну ініціативу й розширити оборонний периметр у південній й центральній частинах Тихого океану було зірвано морськими битвами в Кораловому морі й поблизу атола Мідвей.
Коралове море було тактичним тупиком, але стратегічна перемога союзників стала очевидною значно пізніше. Мідвей був не лише першою великою перемогою проти японців, але й значно зменшив наступальну здатність повітряно-морських сил Японії. Однак ця перемога не зменшила наступальні бажання японців протягом кількох найважливіших місяців, під час яких вони накопичили помилки, рухаючись вперед з стрімкими або, навіть, необдуманими рішеннями, такими як спроба нападу на порт Моресбі. До цього часу союзники були в обороні в Тихому океані, але ці стратегічні перемоги надали їм можливість взяти на себе ініціативу проти японського противника.
Союзники обрали Соломонові острови (протекторат Великобританії), точніше південні острови Гуадалканалу, Тулагі та Флориду як першу ціль. Японський імператорський флот (MIJ) вторгся в Тулагі в травні 1942 року і побудував базу гідропланів поблизу. Занепокоєння союзників збільшилося, коли на початку липня 1942 року MIJ почав будувати великий аеродром в Лунга-Пойнті, на сусідньому острові поблизу Гуадалканалу. З такої бази японські бомбардувальники з великим радіусом дії могли загрожувати морським комунікаційним лініям між західним узбережжям Америки та східним узбережжям Австралії. В серпні 1942 року японці мали на острові Тулагі та навколишніх островах близько 900 солдат морської піхоти та, на острові Гуадалканал, 2800 чоловік (у тому числі 2200 вимушених працівників та корейських адміністраторів, а також японських фахівців з будівництва). Ці бази могли захистити основну японську базу Рабаула, загрожувати постачанню, союзним комунікаційним лініям і, нарешті, створити транзитну зону для запланованого наступу проти островів Фіджі, Нової Каледонії та островів Самоа (операція FS). Японці планували розгорнути 45 винищувачів та 60 бомбардувальників на Гуадалканалі. У загальній стратегії на 1942 рік ці літаки могли забезпечити повітряне прикриття для прогресування японських морських сил на півдні Тихого океану.
План союзників щодо вторгнення на південні Соломонові острови був розроблений американським адміралом Ернестом Кінгом, головнокомандувачем флоту США. Він запропонував наступ, з одного боку, щоб не дозволити використання островів японцями як оперативних баз для загрози для шляхів постачання між Сполученими Штатами та Австралією, а з іншого боку, щоб використовувати їх як вихідні точки завоювання. За мовчазною згодою президента Франкліна Рузвельта, адмірал також рекомендував вторгнення в Гуадалканал. Оскільки Сполучені Штати підтримали британську пропозицію надати пріоритет поразці Німеччини перед Японією, Тихоокеанський театр операцій постійно змагався з Європейським театром операцій щодо розподілу сил та засобів. Ось чому генерал американської армії Джорж К. Маршалл виступив проти кампанії, запропонованої адміралом Кінгом, і запитав, хто повинен здійснювати командування операції. Кінг відповів йому, що ВМС та морські піхотинці проводитимуть операцію власними засобами і дав інструкції адміралу Честеру Німіцу розпочати попереднє планування. Нарешті Кінг виграв аргументативну битву проти Маршалла, і підготовка до вторгнення продовжувалася за підтримки міжармійського штабу (Combined Joint Chiefs of Staff — CJCS) .
CJCS зафіксували за ціль на 1942-43 роки, що взяття Гуадалканалу буде реалізовано спільно з союзним наступом в Новій Гвінеї під командуванням генерала Дугласа Макартура, щоб завоювати острови Адміралтейства, а також архіпелаг Бісмарка, включаючи основний острів Рабаула. Директива розглядала, що метою було завоювання Філіппін ·  · . Об'єднаний комітет начальників штабів США створив «Театр операцій півдня Тихого океану», який був розміщений під командуванням віце-адмірала Роберта Л. Ґормлі 19 червня 1942 року, щоб здійснити наступ на Соломонові острови. Адмірал Німіц, що був в Перл-Харборі, був призначений командувачем тихоокеанських сил ·  · .

## Підготовка
5 червня 1942 року американські розвідувальні літаки повідомили, що японці перекинули частину сил з острова Тулагі на сусідній, більший острів Гуадалканал (приблизно 150 км в довжину і близько 40 км в ширину) і будують злітно-посадкову смугу на його північному узбережжі в Лунга-Пойнті. Японці розраховували за допомогою авіації, що базувалась на цьому аеродромі, створити загрозу американцям на Нових Гебридах і в Новій Каледонії, що розташовані на північному заході й заході від островів Фіджі і на південному-заході від островів Елліс, та захистити свій морський фланг просування в Папуа. Тому острів Гуадалканал став головним об'єктом операції.
Десантна операція «Watchtower» («Вартова вежа»), загальне керівництво якою покладалося на командувача силами південно-тихоокеанського району віце-адмірала Роберт Л. Ґормлі, відповідно до директиви американського командування[джерело?] планувалась на початок серпня 1942 року. Для її проведення планувалось застосувати об'єднані сили: авіаносне з'єднання під командуванням адмірала Ф. Флетчера, десантне з'єднання під командуванням адмірала Р. Тернера, а також з'єднання авіації прибережного базування під командуванням контр-адмірала Д. Маккейна. До складу цих з'єднань входили: 3 авіаносці, лінійний корабель, 14 крейсерів, 35 есмінців, 19 транспортних суден з частинами 1-ї дивізії й одного полку 2-ї дивізії морської піхоти на борту (19,5 тисяч осіб), 287 літаків прибережного базування. Авіація прибережного базування здійснювала підтримку з Порт-Морсбі, Квінсленду та з інших острівних злітно-посадкових смуг.
Цим силам протистояв 8-й японський флот, що базувався в Рабаулі, батальйон близько 400 військових, 2700 осіб із будівельної команди на острові Гуадалканал, а також авіація прибережного базування.
7 серпня 1942 року перші підрозділи союзників, здебільшого американські, висадилися на островах Гуадалканал, Тулагі та острові Флорида, щоб перешкодити японцям використовувати їх як бази для створення загрози на лініях постачання між США, Австралією та Новою Зеландією. Союзники також мали намір використовувати Гуадалканал та Тулагі як плацдарм для розгортання кампанії з ізоляції великої японської бази Рабаул (Нова Британія).

### Експедиційний корпус
У травні 1942 р. в рамках підготовки до наступу в Тихому океані генерал-майор Александр Вандегріфт з корпусу морської піхоти отримав наказ про переведення своєї 1-ї дивізії із США до Нової Зеландії. Інші наземні, морські та повітряні сили союзників підсилили бази Фіджі, Самоа, Нових Гебридів та Нової Каледонії · . Еспіріто Санто, в Вануату, був обраний штабом та головною базою для наступу з кодовою назвою «Операція Watchtower», з датою початку 7 серпня 1942 року.
Спочатку наступ союзників мав за ціль лише Тулагі та острови Санта-Крус, опускаючи великий острів Гуадалканал. Однак після відкриття, під час розвідки союзників, будівництва японського аеродрому на Гуадалканалі, його захоплення було додано до цілей, а операція в Санта-Крус була покинута. Японці за допомогою радіоелектронної розвідки були поінформовані про масштабний рух союзних сил у районі півдня Тихого океану, але дійшли висновку, що союзники посилюють Австралію, навіть Порт-Морсбі в Новій Гвінеї.
Сили вторгнення, що складаються з 75 військових та транспортних кораблів, включаючи кораблі із США та Австралії, зібралися поблизу Фіджі 26 липня 1942 року, де вони брали участь у загальній репетиції висадки перед тим як відправитися до Гуадалканалу 31 липня · . Командиром експедиційних сил союзників був американський віце-адмірал Френк Дж. Флетчер, прапор якого був на авіаносці Saratoga. Командиром сил морської піхоти, відповідальним за транспорт та висадку військ, був контр-адмірал Річмонд К. Тернер. Генерал-майор Вандегріфт, командував 16000 піхотинцями, головним чином американськими морськими піхотинцями, що брали участь у висадці.
Війська, відправлені до Гуадалканалу, прийшли безпосередньо з тренувань. Вони були екіпіровані гвинтівками Springfield M1903 з боєприпасами на десять днів бою. Через необхідність швидко кинути їх у битву, планувальники операції зменшили початкові асигнування для постачання військ з 90 до лише 60 днів бою. Ось як люди 1-ї дивізії морських піхотинців почали називати майбутню битву операція Shoestring («Операція маленький бюджет») · .

## Початок операції
7 серпня 1942 року морські піхотинці США висадилися на острові Гуадалканал під час першого контрнаступу США. При наближені десанту жодних ознак ворога не було виявлено, і вранці американці почали бомбардування з повітря й артилерійський обстріл острова, а потім почали висадку. До вечора на берег висадилось майже 11 тисяч солдат 1-ї дивізії морської піхоти під командуванням генерала Александера Вандегріфта.
Наступного ранку, подолавши незначний опір, вони захопили частково побудовану військово-повітряну базу й назвали її «Гендерсон-філд». Більшість японців, які перебували на Гуадалканалі (здебільшого — будівельні робітники), втекли до джунглів.
Японський гарнізон о. Тулагі, який налічував 1500 осіб, чинив завзятий опір, і лише до кінця наступного дня 6 тисяч американських морських піхотинців, які висадились на острів, подолали його.
Висадка військ союзників виявилася несподіваною для японців, які займали острови з травня 1942 року. Союзникам вдалося відразу ж захопити острови Тулагі та Флориду, а також японський аеродром на Гуадалканалі.
Висадка десанту поклала початок морським і сухопутним боям, що тривали 6 місяців.
Із серпня по листопад 1942 року японські війська зробили кілька спроб повернути собі Гуадалканал. Ці спроби призвели до кількох великих боїв, зокрема трьох сухопутних та п'яти морських, і досягли кульмінації на початку листопада, коли в результаті рішучого морського бою було покладено край спробам японського командування доправити на острів достатньо військ для захоплення аеродрому. У грудні японські війська припинили спроби повернути острів під свій контроль і почали евакуацію власних сил, яка успішно завершилася до 7 лютого 1943 року.

## Висадка та закріплення
Погана погода дозволила союзному експедиційному корпусу дістатися до Гуадалканалу в ніч з 6 на 7 серпня 1942 року, не будучи виявленим японцями. Перша дивізія морських піхотинців висадилася на схід від річки Тенару, заставши зненацька японських захисників, які приїхали на острів на початку липня, щоб там обладнати аеродром на косі Лунга, одній з перших цілей морських піхотинців. Згодом цю операцію іноді називали Midnight Raid on Guadalcanal («Опівнічний рейд на Гуадалканал»). Висаджені сили розділилися на дві групи, одна проводила напад на Гуадалканал, а друга на острови Тулагі, Флориду та навколишні острови · . Сили висадки, названі Task Force 62 включали шість важких крейсерів, два легких крейсери, п'ятнадцять есмінців, тринадцять транспортних кораблів, шість вантажних кораблів, чотири транспортних есмінці і п'ять тральщиків. Військові кораблі союзників бомбардували пляжі висадки, а палубна авіація американських авіаносців бомбардувала японські позиції на островах, зруйнувавши п'ятнадцять японських гідролітаків на їх базі, поблизу Тулагі · . Японський особовий склад, по суті, складався з інженерних військ та військ підтримки, тому було легко зайнято аеродром та базу. Аеродром, який після завоювання американцями був охрещений Хендерсон Філд на честь майора Лофтона Р. Хендерсона, командувача VMSB-241, першого авіатора, вбитого у битві за Мідвей.
Тулагі, а також два маленькі острови поблизу, Гавуту та Танамбого, були взяті штурмом 3000 морських піхотинців. 886 членів японського Імперського військово-морського флоту (MIJ), якими були укомплектовані морська база та база гідропланів на трьох островах, люто чинили опір атакам морських піхотинців. Морські піхотинці захопили три острови з певними труднощами: Тулагі 8 серпня, Гавуту та Танамбого 9 серпня. Японські захисники були вбиті майже до останнього, тоді як їхні вороги нарахували 122 вбитих · .
Порівняно з Тулагі, Гавуту та Танамбого, висадки на Гуадалканалі зіткнулися з набагато меншим опором. О 9:10 ранку 7 серпня генерал Вандегріф та його 11 000 морських піхотинців прибули до Гуадалканалу між Колі Пойнт та Лунга Пойнт. Просуваючись до Лунга Пойнт, вони не стикалися з опором, крім труднощів просування через тропічний ліс — і зупинилися близько 900 м від аеродрому Лунга Пойнт. Японські морські підрозділи будівництва, а також війська під командуванням капітана Кана Монцена, в паніці через повітряне та морське бомбардуваннями, покинули зону аеродрому і втікли на 4.5 км на захід від річки Матанікау і від регіону Пойнт Круз, кинувши, їжу, запаси, будівлі та неушкоджені транспортні засоби, а також залишили тринадцять трупів ·  · .
Під час висадкових операцій 7 та 8 серпня японські літаки військово-морської авіації, що базувалися в Рабаулі, під командуванням Садайосі Ямади, кілька разів напали на союзні сили морської піхоти, підпалили військове транспортне судно USS George F. Elliott (яке потонуло двома днями пізніше) і сильно пошкодили есмінець USS Jarvis. Під час дводенних нападів японці втратили тридцять шість літаків, тоді як американці втратили дев'ятнадцять, у тому числі чотирнадцять палубних винищувачів у боях чи в аваріях.
Наприкінці цих сутичок віце-адмірал Флетчер, стурбований втратами, яких зазнав його повітряний флот та загрозою майбутніх японських повітряних нападів проти його авіаносців і стурбований запасами мазуту в кораблях, вирішив увечері 8 серпня відкликати свою морську групу з району островів Саломон ·  ·  · . Через втрату повітряного прикриття, контрадмірал Тернер вирішив відкликати свої кораблі з Гуадалканалу, хоча менше половини запасів та важкого обладнання, необхідних для висаджених військ було розвантажено. Однак він планував розвантажити якомога більше запасів на Гуадалканалі та Тулагі протягом ночі 8 серпня, а потім відправити свої кораблі рано вранці 9 серпня9.août.2025.

## Хід протистоянь

Напрями наступальних дій десантних сил військ союзників на о. Гуадалканал і о. Тулагі, 7 серпня 1942

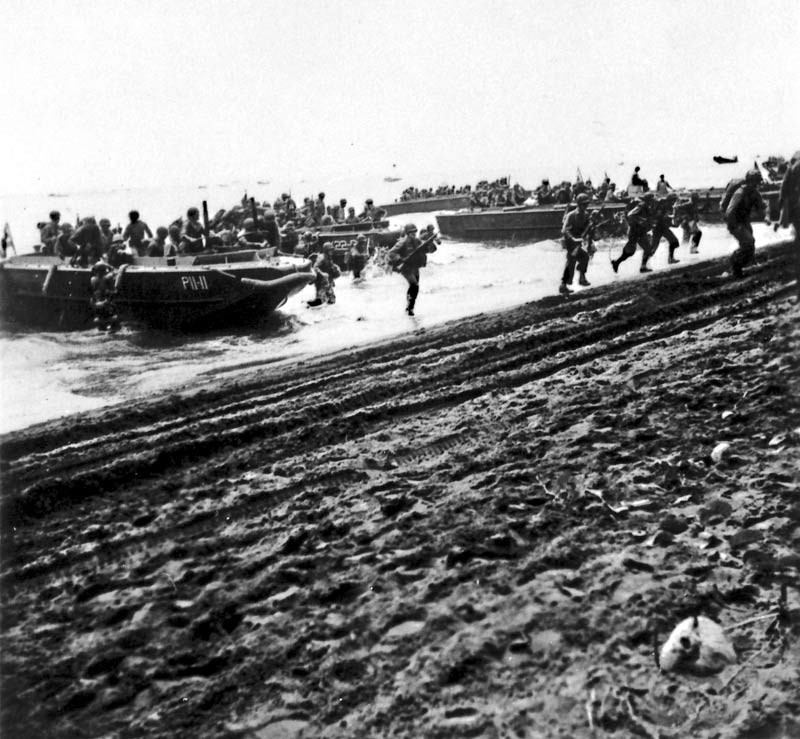
Висадка морських піхотинців на о. Гуадалканал 7 серпня 1942 року

### Бій поблизу о. Саво
Перший морський бій відбувся поблизу о. Саво в ніч на 9 серпня. До того часу адмірал Флетчер відвів американські авіаносці. Прикривати десантні транспорти залишились дві крейсерсько-міноносні групи: 6 важких крейсерів і 6 есмінців.
З'єднання японського віце-адмірала Г. Мікави у складі п'яти важких крейсерів, двох легких крейсерів і есмінця зненацька заскочило по черзі південну й північну групи американських кораблів, потопили 4 важких крейсери, а одному важкому крейсеру завдали пошкоджень. Це була тяжка втрата для американського флоту. Японські кораблі втрат не зазнали, пошкоджено було лише 2 важких крейсери.
На щастя для американців, Мікава не знищив велику кількість транспортних суден і кораблів постачання, які стояли беззахисні в Лунга-Роудсе. Мікава відвів свої кораблі назад на японську базу. Зосередивши свої сили поблизу Рабаула, японці прагнули знищити десант противника.

### Початкові операції
Спочатку робота 11 000 морських піхотинців Вандергріфта на Гуадалканалі була важкою. Дійсно, не тільки операцію в цілому було здійснено швидко і було взято лише мінімальне обладнання, але ситуація була ускладнена відходом адмірала Тернера, його транспортних і вантажних кораблів вранці 9 серпня, тоді як половина припасів все ще була в трюмах. Після битви при Саво морські піхотинці залишилися самі. Тому вони обмежилися захистом безпосереднього периметра злітно-посадкової смуги, побудованої японцями, і запуском кількох патрулів. Зокрема, вони зосередилися на формуванні нещільного оборонного периметра навколо мису Лунга та аеродрому, переміщуючи висаджені запаси всередину периметра та продовжуючи будівництво аеродрому. Після чотирьох днів інтенсивних зусиль припаси були переправлені з пляжів висадки на склади, розкидані в межах цього оборонного периметру. З транспортних кораблів було вивантажено провізію на п'ять днів, що разом із провіантом, захопленим у японців, дало морським піхотинцям провізію на чотирнадцять днів. З метою економії припасів війська отримували дворазове харчування. Роботи на аеродромі розпочалися негайно з використанням переважно захопленого японського обладнання. 12 серпня аеродром був названий Хендерсон Філд на честь Лофтона Р. Хендерсона, льотчика морської піхоти, який загинув під час битви за Мідвей.
Невдовзі після висадки війська союзників зіткнулися з важким різновидом дизентерії, який до середини серпня вразив кожного п'ятого морського піхотинця. Тропічні хвороби вражали бойові сили обох сторін протягом всієї кампанії. Хоча деякі корейські будівельники здалися морським піхотинцям, більшість японського та корейського персоналу, що залишився, зібралися на захід від периметра Лунга Пойнт, на західному березі річки Матанікау, і вижили в основному завдяки харчуванню кокосами. Японський військово-морський форпост також був розташований на мисі Тайву, приблизно за 35 кілометрів на схід від периметра мису Лунга. 8 серпня японський есмінець, що прямував з Рабаула, зумів висадити сто тринадцять морських піхотинців для посилення японських позицій у Матанікау.
Увечері 12 серпня патруль із двадцяти п'яти морських піхотинців на чолі з підполковником Френком Ґеттґе, що складався переважно з розвідників, був висаджений на захід від оборонного периметру мису Лунга, між мисом Круз і річкою Матанікау, для виконання розвідувальної місії та з другорядною метою встановити контакт із групою японських солдатів, які, на думку американських військ, могли здатися. Незабаром після висадки взвод японських морських піхотинців атакував і майже повністю знищив патруль морської піхоти ·  · .
18 серпня японські есмінці висадили на Гуадалканалі два передових загони загальною кількістю 1500 осіб, які атакували ворога, не чекаючи наступного конвою. Але японський десант було швидко знищено морською піхотою. 10 819 морських піхотинців фактично закріпилися на острові Гуадалканал. Незважаючи на щоденні бомбардування японськими кораблями, які могли рухатися поблизу острова без опору, і бомбардувальниками, що прилітали з Рабаула, морським піхотинцям вдалося привести в дію злітно-посадкову смугу Хендерсон.
Наступний конвой (2 тисячі солдат) вийшов із Рабаула 19 серпня. Нечисленний сам по собі, він отримав потужну підтримку флоту. У відповідь 19 серпня Вандегріфт послав три роти 5-го полку морської піхоти атакувати японські війська, зосереджені на захід від Матанікау. Одна рота розпочала атаку, перетнувши піщану косу в гирлі Матінакау, а інша перетнула річку приблизно на 1000 м далі. Вони взяли штурмом японські війська, які закріпилися в селі Матанікау. Третя рота, зі свого боку, атакувала з моря, далі на захід від річки, з метою взяти село Кокумбуна. Ненадовго зайнявши два села, три роти морської піхоти відступили до периметру Лунга, вбивши шістдесят п'ять японців та маючи чотирьох загиблих морських піхотинців у боях. Ця операція, яку іноді називають «Першою битвою при Матанікау», була першою з дій, проведених уздовж річки Матанікау під час кампанії.
20 серпня ескортний авіаносець USS Long Island доставив дві ескадрильї літаків морської піхоти на Хендерсон Філд: ескадрилью з дев'ятнадцяти літаків Grumman F4F Wildcat і ескадрилью з дванадцяти літаків Douglas SBD Dauntless. Наступного дня винищувачі морської піхоти вступили в бій проти першого з майже щоденних повітряних нальотів японських бомбардувальників. 22 серпня двадцять два Bell P-39 Airacobra 57-ї армії США та їхні пілоти прибули на Хендерсон Філд. Оскільки код союзників для острова був Cactus, назва (Cactus Air Force-CAF) була надана повітряним силам, які там діяли. Наприкінці серпня на аеродромі розміщувалося трохи більше шістдесяти літаків.
Тим часом, однак, Task Force 61 Флетчера повернулася до архіпелагу Соломона, і японці не мали абсолютного панування навколо острова. Після першої наземної спроби на схід від периметра Лунга операція розпочалася 24 та 25 серпня битвою за східні Соломонові острови, а японське підкріплення не могло бути висадженим, як було заплановано.
24—25 серпня відбулася морська битва в східній частині Соломонових островів. Американці потопили легкий авіаносець «Рюдзьо», а японські літаки сильно пошкодили авіаносець «Ентерпрайз». 25 серпня американські літаки прибережного базування завдали удару по японських транспортах, і висадку військ на Гуадалканалі було скасовано.
Потім у бойових діях на морі настав затишок. Американський флот зазнав важких втрат. Японські підводні човни сильно пошкодили авіаносець «Саратога» і потопили «Уосп». Оскільки «Ентерпрайз» ще не вийшов з ремонту, для забезпечення повітряного прикриття залишився лише один «Хорнет». Однак бої на суші продовжувались. Малочисельні японські сили намагались заволодіти Гендерсом-філдом, але їх атаки відбивала морська піхота.
На кожному етапі морських боїв у протоці Нью-Джорджія (або Те-Слот — прохід всередині Соломонових островів), починаючи з боїв за Східні Соломонові о-ви, битви поблизу мису Есперанс, поблизу островів Санта-Круз і до останнього зіткнення, названого японцями морською битвою за Гуадалканал, робилися спроби перекинути на острів усе більшу кількість японських солдат з метою повернути контроль над Гендерсон-філд.

### Морська битва за східні Соломонові острови
Коли битва при Тенару закінчувалася, інші японські підкріплення вже були на шляху. Три повільні транспортні кораблі відпливли 16 серпня з островів Трук з 1400 солдатами на борту формуючи решту 28-го піхотного полку Ішікі, до якої було додано 500 морських піхотинців. Транспортні кораблі супроводжувалися 13 бойовими кораблями, під командуванням контр-адмірала Раідзо Танаки, який планував висадити війська на Гуадалканалі 24 серпня · . Для того, щоб забезпечити прикриття з повітря для висадки військ та повітряної підтримки операції з захоплення аеродрому Хендерсон Філд у союзних сил, Ямамото наказав Тюїті Наґумо відпливти з повітряно-морською групою з островів Трука і дістатися до південних Соломонових островів. Повітряно-морська група Наґумо включала три авіаносці та 30 інших бойових кораблів.
Одночасно три американські повітряно-морські групи під командуванням Флетчера підійшли до Гуадалканалу, щоб протистояти японським наступальним зусиллям. 24 та 25 серпня дві повітряно-морські сили почали битву за східні Соломонові острови, яка закінчилася відступом двох флотів, кожен з яких зазнав певних втрат, японський флот втратив легкий авіаносець. Конвой Танаки, зазнавши великих пошкоджень через повітряні атаки літаків Хендерсон Філд, в тому числі, зокрема, затоплення одного з транспортних кораблів був змушений змінити курс до Шортландських островів на північ від Соломонових островів, щоб пересадити вцілілі війська на есмінці для подальшої висадки на Гуадалканалі · .
З цієї дати японці стали більш обережними, тим більше, що літаки Хендерсона були ефективними. Висадка підкріплення відбулася вночі: 29 серпня 900 чоловік (ті, хто не зміг висадитися під час битви за східні Соломонові острови), кілька сотень наступного дня та ще 1200 31 серпня. Генерал Кійотаке Кавагучі, командир 35-ї піхотної бригади, висадився в цей період і керував операціями. Більшість цих висадок відбувалися на сході від позицій морських піхотинців, японські сили розпочали рух на південь від цієї позиції.

### Повітряні бої над Гендерсон Філд і підкріплення захисту Лунга
Протягом серпня 1942 року мала кількість американських літаків та їх екіпажів продовжувала прибувати до Гуадалканалу. Наприкінці серпня 64 літаки різних моделей та різних підрозділів ВМС та ВПС США були розміщені на Хендерсон Філд. 3 вересня командувач 1-ї повітряної бригади морських піхотинців, бригадний генерал Рой С. Гейгер, прибув зі своїм штабом і взяв на себе командування всіх повітряних операцій у Хендерсон Філд. Повітряні битви між літаками союзників Хендерсона та японськими бомбардувальниками та винищувачами 11-го повітряно-морського флоту Рабаула були майже щодня. У період з 26 серпня по 5 вересня американці втратили п'ятнадцять літаків, а японці — близько дев'ятнадцяти. Більше половини американських екіпажів були врятовані, тоді як більшість японських екіпажів не були врятовані. Восьмигодинний політ туди і назад між Рабаулом та Гуадалканалом, близько 1120 миль (1802 км) загалом, серйозно загальмував японські зусилля для забезпечення переваги в повітря над Хендерсон Філд. Дійсно, відстань, яку слід було подолати японцям, була набагато більшою, ніж для американців, зменшуючи їхню бойову самостійність і збільшуючи втому екіпажів перед розв'язанням бою. Австралійські прибережні спостерігачі на островах Бугенвілл та Нова Джорджія також часто могли попередити союзні сили на Гуадалканалі про прихід японських повітряних хвиль, тим самим залишаючи час для американських винищувачів злетіти і атакувати японські бомбардувальники та винищувачі, коли вони наближалися.
Роблячи це, японські повітряні сили повільно втрачались в війні на виснаження в небі Гуадалканалу · .
Тим часом Вандегріфт продовжував свої зусилля щодо зміцнення та вдосконалення захисту периметру Лунга. У період з 21 серпня по 3 вересня він перемістив три батальйони морської піхоти, включаючи 1-й батальйон командос під командуванням Мерітта А. Едсона, 1-й батальйон парашутистів з островів Тулагі та Гавуту до Гуадалканалу. Ці підрозділи збільшили початковий особовий склад на 1500 чоловік з 11 000 чоловік, які Вандегріфт мав для захисту Хендерсон Філд · . 1-й батальйон парашутистів, який зазнав великих втрат під час битви при Тулагі та Гавуту-Танабого в серпні був розміщений під командуванням Едсона · .
Останній переміщений батальйон, 1-й батальйон 5-го полку морських піхотинців був переміщений кораблем на захід від річки Матанікау поблизу села Кокумбуна з місією нападу на японські навколишні підрозділи, по образу першої дії проти Матанікау 19 серпня. Цього разу, однак, морським піхотинцям перешкоджала складна місцевість, палаюче сонце та добре організовані японські захисні сили. Наступного ранку морські піхотинці зрозуміли, що японські захисники втекли протягом ночі, так що морські піхотинці повернулися до периметра Лунга на човні. Втрати під час цієї дії зросли до двадцяти японців та трьох морських піхотинцівMarines.
Маленькі військово-морські конвої прибули до Гуадалканалу 23 серпня та 29 серпня, 1 та 8 вересня, щоб забезпечити морських піхотинців їжею, боєприпасами, паливом для літаків та перевезти авіаційних техніків. Конвой від 1 вересня також привіз триста дев'яносто інженерів для підтримки та вдосконалення аеродрому Хендерсон Філд.

### Токіо експрес
Оскільки денні операції стали дуже ризикованими і заподіяли значних втрат, японські військово-морські сили використовувались для атак вночі швидкими кораблями, висаджуючи свої десанти та вантажі на мисі Надії, на північ від Гуадалканалу. Сховані від авіації, просуваючись уздовж берегів, під прикриттям джунглів, японські кораблі прибували бомбардувати американські сили майже щовечора до аеродрому Хендерсон Філд, а потім зникали. Адмірал Ернест Кінг, новий керівник військово-морських операцій ВМС Сполучених Штатах, заявляє лаконічно: «Наші люди в кінцевому підсумку назвали кораблі, що брали участь у цій регулярній атаці „Токіо-експрес“».
23 серпня 35-та піхотна бригада Кавагучі дійшла до островів Трук і була посаджена на повільні транспортні кораблі для поїздки до Гуадалканалу. Пошкодження, завдані конвою Танаки під час битви при східних Соломонових островах, змусила японців переглянути свої спроби доставити додаткові війська до Гуадалканалу за допомогою повільних транспортних кораблів. Ось чому човни, що перевозили солдат Кавагучі, були нарешті відправлені до Рабаула. Звідти японці запланували перевезення піхотинців Кавагучі до Гуадалканалу за допомогою есмінців з японської військово-морської бази Шортландських островів. Японські есмінці, як правило, здатні їхати туди і назад вздовж протоки Нової Георгії до Гуадалканалу, щоб здійснити зворотну поїздку в ту ж ніч протягом усієї кампанії, тим самим мінімізуючи їх експозицію для повітряних нападів союзників. Ці «гонки» так і залишилися відомими в історії під назвою «Токіо-експрес» для союзників та «Транспортні кораблі щурів» для японців ·  · . Однак транспортування військ заважало більшості важкого обладнання, запасів, транспортних засобів, боєприпасів та їжі бути доставленими з ними до Гуадалканалу. Крім того, ця діяльність відвернула ряд есмінців, в яких MIJ також мав потребу для супроводу комерційних військово-морських конвоїв. Тільки неможливість, або відсутність волі заважала військово-морським командувачам союзників протистояти японським нічним силам, тим самим залишаючи нічний контроль морів навколо Соломонових островів японцям. Однак будь-який японський корабель, що залишився в межах досяжності літаків Хендерсон Філд, близько 200 миль (322 км), був у дуже великій небезпеці перед повітряними атаками. Ця тактична ситуація тривала протягом декількох місяців під час кампанії.
У період з 29 серпня по 4 вересня різні японські легкі крейсери та кораблі протичовнової оборони були здатні висадити близько 5000 чоловік у Тайву Пойнт, більшість з яких були з 35-ї бригади, значна частина 4-го полку Аоби, а також залишки полку Ічікі. Генерал Кавагучі, який висадився в Тайву Пойнт з обходом Токіо Експрес 31 серпня, був розміщений на чолі всіх японських сил на Гуадалканалі ·  · . Додатковий конвой барж привіз 1000 чоловік з бригади Кавагучі під командуванням полковника Акіносуке Оку, в Камімбо, на захід від периметру Лунга.

### Битва за Едсонський хребет
| Командувачі сухопутними силами Японії | Командувачі сухопутними силами Японії | Командувачі американськими сухопутними силами | Командувачі американськими сухопутними силами | Командувачі американськими сухопутними силами |
|                                       |                                       |                                               |                                               |                                               |

Битва за Едсонський хребет, або Edson Ridge, який також називають Bloody Ridge · , бере своє ім'я від полковника Меррітта А. Едсона, офіцера, який захищав його із своїми морськими піхотинцями. Битва тривала три дні, протягом яких багато японських атак, іноді підтримуваних повітряними рейдами з Рабаула, вони були відбиті з великими втратами. Японці мали від 600 до 850 вбитих або зниклих безвісти та 505 поранених, тоді як американські втрати були обмежені тридцятьма вбитими та сотнею поранених.
7 вересня Кавагучі оприлюднив свій план нападу, призначений розбити та знищити ворога в околицях аеродрому острова Гуадалканал. План нападу Кавагучі передбачав, що його сили, розділені на три великі підрозділи, підходять до периметру Лунга сушею, щоб здійснити несподівану атаку вночі. Сили Оку повинні напасти на периметр із заходу, а другий ешелон Ішікі, названий батальйоном Кума, повинен був нападати зі сходу. Головний напад повинен бути проведений центральним корпусом Кавагучі, що складався з 3000 осіб, розділених на три батальйони, з джунглів на південь від периметру Лунга · . З 7 вересня більшість військ вже розпочала наближення з Тайву до Лунга Пойнт вздовж прибережної смуги. Близько двохста п'ятдесяти японських солдатів залишилися позаду, щоб захистити базу постачання бригади в Тайву · .
Тим часом, місцеві розвідники, під командуванням Мартіна Клеменса, офіцера з берегової розвідки британських захисних сил протекторату Соломонових островів та офіцера британського району для Гуадалканалу, передали американським морським піхотинцям інформацію про японські війська Тайву поблизу села Тасімбоко. Едсон передбачив рейд проти концентрації японських військ Тайву · . 8 вересня, після того, як вони були перевезені човном до Тайву, чоловіки Едсона захопили село Тасімбоко, а японські захисники відійшли в джунглі ·  ·  · . У Тасімбоко війська Едсона виявили головний логістичний склад Кавагучi, який включав великі запаси продуктів харчування, боєприпасів, медичного обладнання та потужних короткохвильових радіопередавачів. Після знищення всього, що вони могли знайти, за винятком певних документів та обладнання, яке вони захопили, морські піхотинці повернулися до периметра лагуни. Накопичення запасів, а також зібрані документи поінформували морських піхотинців про наявність не менше 3000 японських солдатів на острові, які очевидно, планували наступ ·  · .
Едсон, а також полковник Джеральд К. Томас, офіцер операцій Вандегріфта, справедливо вірив, що японський напад буде здійснений з коралового хребта, порослого травою, висотою 1000 ярдів (914 м), що простягався вздовж осі північ-південь, паралельно з річкою Лунга і розташованого на південь від Хендерсон Філд. Хребет, який називався Хребет Лунга, справді був природним шляхом підходу до аеродрому. Крім того, він домінував у навколишніх районах, включаючи саму смугу Хендерсон. Нарешті в цей період вона не захищалася. 11 вересня 840 чоловік батальйону Едсона були розміщені на хребті та навколо нього ·  · .
Вночі 12 вересня 1-й батальйон Кавагучі напав на морських піхотинців між річкою Лунга та однойменним хребтом, змусивши роту відступити назад на висоти перед зупинкою японського наступу з настанням ночі. Наступної ночі морські піхотинці Едсона зіткнулися з усіма 3000 солдатами бригади Кавагучі, що підтримувалася комплектом легких артилерійських гармат. Японський напад розпочався одразу після настання ночі нападом 1-го батальйону Кавагучі проти правого флангу Едсона на західному схилі хребта. Після прориву ліній оборони морських піхотинців, напад батальйону був остаточно зупинений підрозділами морських піхотинців другого ешелону, відповідальних за захист півночі хребта.
Дві роти 2-го батальйону Кавагучі піднялися на штурм південного краю хребта і відтіснили війська Едсона до висоти 123, пагорба розташованого далі на північ у центральній частині хребта. Протягом ночі морські піхотинці, підтримані артилерією, відбили японські лобові атаки, деякі з яких закінчилися рукопашними боями. Нечисленні японські підрозділи, що проникли за межі хребта до околиць аеродрому, також були відбиті, як і напади підрозділів батальйонів Кума та Оки на інших точках периметру Лунга. 14 вересня Кавагучі наказав відступати уцілілим зі своєї знищеної бригади, яка потім розпочала п'ятиденний марш на захід, у бік долини Матанікау, щоб дістатися до підрозділу Оки ·  · . Загалом сили Кавагучі мали 850 вбитих, а морські піхотинці 31 загиблиго та 103 поранених ·  · .
15 вересня генерал-лейтенант Хайакутаке Харуйосі дізнався в Рабаулі про поразку Кавагучі і передав цю звістку до імператорського штабу в Японії. Під час надзвичайної зустрічі штаби командування японської імператорської армії та японського імператорського флоту дійшли висновку, що «Гуадалканал може стати вирішальною битвою війни». Таким чином, наслідки битви почали мати вирішальний вплив на японські операції в інших тихоокеанських регіонах. Хайакутаке зрозумів, що, відправивши достатню кількість військ та обладнання для знищення союзних сил в Гуадалканалі, він не міг ефективно підтримати великий наступ, який тривав на смугу Кокода в Новій Гвінеї. Хайакутаке за згодою генерального штабу наказав своїм військам у Новій Гвінеї, які прибули за 30 миль (48,3 км) від своєї мети порту Морсбі відступати, поки не буде вирішена справа Гуадалканалу. З тих пір, Хаякуте підготувався відправити більше військовослужбовців до Гуадалканалу для нової спроби здобути Хендерсон Філд.

## Розширення операцій і японська реакція

### Розміщення підкріплень
У той час як японці перегруповувалися на захід від річки Матанікау, американські сили зосередились на консолідації та зміцненні їх оборонних сил у периметрі Лунга. 14 вересня Вандегріфт перемістив ще один батальйон, 3-й батальйон 2-го морського полку, від Тулагі до Гуадалканалу. 18 вересня військово-морський конвой союзників привіз 4157 чоловіків з 3-ї тимчасової бригади морської піхоти (складається з 7-го полку морської піхоти плюс батальйон 11-го полку морської піхоти та деяких додаткових одиниць підтримки), 137 транспортних засобів, намети, керосин, боєприпаси, раціон та інженерне обладнання на Гуадалканал. Ці вирішальні підкріплення дозволили Вандегріфту встановити з 19 вересня безперебійну лінію оборони навколо периметру Лунга. Тоді, коли він брав участь у прикритті конвою підкріплення, авіаносець USS Wass був потоплений японським підводним човном I-199 на південному заході Гуадалканалу, тимчасово залишаючи єдиний авіаносець союзників USS Hornet, що був в південній частині Тихого океану ·  ·  · . Вандергріфт також вніс деякі зміни у вище командування своїх бойових підрозділів, зокрема, наказавши перехід з острова багатьох офіцерів, які не відповідали його критеріям ефективності, тим самим спричиняючи просування молодих офіцерів, які зарекомендували себе з початку кампанії. Одним із них був нещодавно підвищений полковник Меррітт Едсон, який був розміщений на чолі 5-го полку морських піхотинців.
У період з 14 і 27 вересня в повітряній війні над Гуадалканалом сталося затишшя, жоден японський повітряний рейд не відбувся через негоду. Ці кілька днів кожен з двох таборів використовували для зміцнення своїх повітряних підрозділів. Японці, таким чином, доставили 85 винищувачів та бомбардувальників до своїх повітряних підрозділів Рабаула, а американці відправили 23 винищувачі до Хендерсон Філд. 20 вересня японці нараховували загалом 117 літаків у Рабаулі, тоді як союзники мали 71 літак у Гуадалканалі. Повітряна війна відновилася 27 вересня японським повітряним нальотом, якому протистояли винищувачі ВМС США та морські піхотинці, що базувалися в Хендерсон Філд.
Японці негайно почали готуватися до своєї нової спроби захоплення Хендерсон Філд. 3-й батальйон 4-го (Аоби) піхотного полку висадився 11 вересня в затоці Камімбо на заході від Гуадалканалу, проте, занадто пізно, щоб приєднатися до нападу Кавагучі. На момент підготовки до нового наступу цей батальйон нарешті приєднався до сил Оки поблизу Матанікау. Кілька приїздів есмінців "Токіо Експрес", привезли 14, 20, 21 та 24 вересня, їжу та боєприпаси, а також 280 чоловіків з 1-го батальйону полку Аоби в Камімбо. Тим часом 2-а японська піхотна дивізія та 38-а японська піхотна дивізія були перевезені з голландської Східної Індії до Рабаула з 13 вересня. Японці планували передати загалом 17 500 чоловіків з цих двох підрозділів до Гуадалканалу, щоб взяти участь у наступній атаці на периметр Лунга, запланований на 20 жовтня 1942 р.  ·  · .

### Перші наступи поза периметром: операції вздовж Матанікау
Вандегріфт та його штаб знали, що війська Кавагучі відступили в зону на захід від Матанікау, і що багато японських груп відставших були розкидані по всьому регіону між периметром Лунга та рікою. Завдяки підкріпленню, що надійшло 18 вересня, Вандегріфт, нарешті, міг розглянути іншу стратегію, крім суто захисної. Ось чому він вирішив провести нову серію операцій, використовуючи невеликі підрозділи навколо долини Матанікау. Мета цих операцій полягала в тому, щоб очистити східну частину Матанікау від розосереджених японських військ та підтримувати основну частину битви японських солдатів під тиском, щоб запобігти консолідації їх положень, близьких до основних оборонних сил морських піхотинців Лунга Пойнт · .
Перша операція морських піхотинців, атака на японські сили на захід від Матанікау, проведена між 23 та 27 вересня елементами трьох батальйонів морських піхотинців, була відбита військами Кавагучі під командуванням Акіносуке Оки. 23 вересня морські піхотинці розпочали атаку для створення оборонних позицій вздовж річки Матанікау, на захід від американської позиції. Наземна атака поєднувалися з невеликим амфібійним нападом збоку. Однак Вандегріфт швидко зрозумів, що японські сили були більшими та краще встановленими, ніж він оцінював, відштовхнувши американський напад. Під час дії три роти морських піхотинців, навіть, були оточені японськими силами поблизу Пойнт Круз (на захід від Матанікау). Вони мали великі втрати та втекли в останній момент за сприяння есмінця USS Monssen, а також баржі висадки з особовим складом берегової гвардії США ·  · .
У другій дії між 6 та 9 жовтня більша сила морських піхотинців успішно зуміла перетнути річку Матанікау, напала на японські сили, щойно висаджені з 2-ї піхотної дивізії під командуванням генералів Масао Маруяма та Юміо Насу, і завдала великих втрат 4-му японському піхотному полку. Краще підготовлена завдяки кращим розвідданим, ця атака коштувала життя близько 700 японським солдатам; 65 загиблих та 125 поранених американських солдат ·  ·  ·  ·  · , призводить до розширення американського периметру на захід. Цей другий наступ змусив японців відступити зі своїх позицій на схід від річки та заважав японській підготовці до основного запланованого наступу проти американських захисних сил Лунги ·  · .
У період з 9 по 11 жовтня 1-й батальйон 2-го полку морських піхотинців захопив два японські форпости приблизно в 30 милях (48,3 км) на схід від периметру Лунги в Гурабусі та Коілотумарії поблизу затоки Алоа. Цей напад коштував життя тридцяти п'яти японцям; сімнадцяти морським піхотинцям та трьом морякам з ВМС США з боку американців.

### Морська битва біля мису Надії
Протягом останнього тижня вересня та першого тижня жовтня рейди Токіо Експрес перевезли війська 2-ї японської піхотної дивізії до Гуадалканалу. Японський імператорський флот пообіцяв підтримати запланований наступ армії не лише перевезенням необхідних військ та припасів на островів, а й посиленням повітряних атак на Хендерсон Філд та відправленням військових кораблів для бомбардування аеродрому ·  ·  ·  · .
Тим часом Міллард Ф. Хармон, командир військ армії США на півдні Тихого океану, зумів переконати віце-адмірала Роберта Л. Гормлі, що підрозділи морських піхотинців на Гуадалканалі потрібно негайно посилити, якщо союзники мають намір захищати острів проти майбутньої японської атаки. Таким чином, 8 жовтня 2837 чоловіків 164-го піхотного полку американської дивізії висадилися на кораблі у Новій Каледонії для поїздки до Гуадалканалу, куди приїзд був запланований на 13 жовтня. З метою захисту транспортного конвою 164-го піхотного полку, Гормлі наказав Task Force 64, що складалася з чотирьох крейсерів та п'яти есмінців під командуванням контрадмірала Нормана Скотта супроводжувати транспорт військ, щоб перехопити та вести бій з будь-яким японським судном, яке буде підходити до Гуадалканалу або загрожуватиме прибуттю конвою ·  · .
Штаб 8-го флоту Мікави запланував обширну та важливу поїздку Токіо Експрес на ніч 11 жовтня. Два транспортні кораблі гідропланів та шість есмінців планували перевезти 728 солдатів, а також артилерію та боєприпаси до Гуадалканалу. У той же час, але в контексті окремої операції три важкі крейсери та два есмінці під командуванням контр-адмірала Арітомо Гото отримали місію бомбардувати Хендерсон Філд спеціальними вибуховими снарядами, щоб знищити Cactus Air Force так само як аеродромну інфраструктуру. Так як американські військові кораблі мали місію перешкодитити будь-якій доставці Токіо Експрес до Гуадалканалу в той час, японці не очікували жодної протидії військово-морських надводних сил союзників цієї ночі ·  ·  · .
Однак, близько півночі, військові кораблі Скотта виявили сили Гото на їхніх радарах біля входу до протоки між островами Саво та Гуадалканалом. Військово-морська група Скотта мала змогу заблокувати Т у формуванні Гота, який ні про що не підозрював. Відкривши вогонь, американські кораблі затопили японський крейсер та японський есмінець та завдали значної шкоди іншому крейсеру. Адмірал Гото також був смертельно поранений, а решті японських військових кораблів довелося відмовитися від місії бомбардування, щоб відступити. Під час перестрілки американський есмінець, затонув, а крейсер та інший есмінець зазнали великої шкоди. Роблячи це, японському конвою постачання вдалося успішно виконати свою висадкову місію в Гуадалканалі і розпочати свою зворотну поїздку, не будучи виявленим силами Скотта. Пізніше вранці 12 жовтня чотири японські есмінці конвою постачання, однак, повернулися, щоб допомогти відступу пошкоджених кораблів Гото. Два з цих есмінців, потоплені пізніше протягом дня літаками Cactus Air Force відправленими з Хендерсон Філд. Конвой американської армії дійшов до Гуадалканалу, як було заплановано наступного дня, і успішно доставив свій вантаж з матеріалів та чоловіків ·  · .

### Морські бомбардування Хендерсон Філд
Незважаючи на американську перемогу на мисі Надії, японці продовжували свої плани та підготовку до великого наступу, який вони запланували протягом жовтня місяця. Відмовившись від своєї звичайної практики використання лише швидких кораблів для транспортування чоловіків та обладнання на острів, японці вирішили ризикнути єдиним, але масовим відправленням із повільнішими транспортними кораблями, які мали більшу здатність до транспортування. 13 жовтня конвой, що складався з шести вантажних кораблів у супроводі восьми есмінців захисту, відправився з Шортландських островів до Гуадалканалу. Конвой транспортував 4500 чоловіків з 16-го та 230-го піхотних полків, деякі підрозділи морської піхоти, дві важкі артилерійські батареї та роту бойових танків.
З метою захисту конвою від Cactus Air Force, Ямамото відправив два бойові крейсери з островів Трук з місією бомбардування Хендерсон Філд. 14 жовтня о 01:33 ранку, Конго та Харуна, супроводжувані легким крейсером та дев'ятьма есмінцями, дісталися до Гуадалканалу і відкрили вогонь по аеродрому з відстані 17 500 ярдів (16 002 м). Протягом години та двадцяти трьох хвилин два бойові крейсери вистрілили 973 14-дюймових снарядів (355,6 мм) по периметру Лунги, в основному вони падали поблизу і в квадраті 2400 ярдів (2195 м) аеродрому. Багато з цих снарядів були фрагментаційними снарядами, спеціально призначеними для знищення цілей на землі. Бомбардування сильно пошкодило дві основні смуги, спалило майже все доступне авіаційне паливо, знищило 48 з 90 літаків Cactus Air Force і призвело до 41 загиблого, включаючи шістьох пілотів. Потім японська військово-морська група негайно повернулася до Трук ·  · .
Незважаючи на дуже велику шкоду, персонал бази Хендерсон зміг відремонтувати та зробити смугу робочою за кілька годин. У той же час сімнадцять літаків моделі SBD та двадцять Wildcats з бази Еспіріту Санто були швидко відправлені до Хендерсона, тоді як транспортні літаки армії США та морські піхотинці почали перевозити паливо з Еспіріту Санто. Поінформовані про підхід важливого японського підкріплення, американці відчайдушно шукали спосіб перешкодити цьому конвою до того, як він досягне Гуадалканалу. Використовуючи паливо, зі знищених літаків, а також запаси, які були заховані у сусідніх джунглях, Cactus Air Force двічі напав на конвой 14-го, але не завдав жодної шкоди.
Японський конвой дійшов до Тассафаронги на Гуадалканалі опівночі 14 жовтня і почав вивантажуватися. Протягом дня 15 жовтня літаки Cactus Air Force бомбардували і вдарили по конвою під час розвантажувальних маневрів, знищивши три вантажні кораблі. Решта конвою відновила від'їзд тієї ж ночі, після вивантаження всіх військ і майже двох третин запасів та обладнання. Кілька японських крейсерів також бомбардували Хендерсон протягом ночі з 14 на 15 жовтня, знищивши деякі додаткові літаки, але не завдавши більш значної шкоди аеродрому · .

### Битва за Хендерсон Філд
У період з 1 по 17 жовтня японці перевели 15 000 чоловіків до Гуадалканалу, забезпечивши Хаятаке загалом 20 000 чоловіків для його операції по взяттю Хендерсон Філд у американців. Через втрату своїх позицій на східному березі Матанікау японці вирішили, що напад на американські захисні сили вздовж берега представлятиме високу ціну та труднощі. Ось чому Хаятаке вирішив, що головна вісь його нападу розпочнеться з півдня від Хендерсон Філд. Його 2-а дивізія (збільшена військами 38-ї дивізії) під командуванням генерал-лейтенанта Масао Маруями, 7000 чоловіків, розділених на три піхотні полки з трьох батальйонів кожен, отримали наказ про те, щоб перейти джунглі пішки та напасти на американський захист з півдня, пройшовши уздовж східного берега річки Лунга · . Дата нападу була встановлена на 22 жовтня, а потім перенесена на 23. Однак для того, щоб зробити диверсію і таким чином захистити підготовку основної атаки з півдня, Хаятаке планував розпочати атаку із заходу від периметру прибережного коридору під командуванням генерал-майора Тадаші Суміоші з п'ятьма піхотними батальйонами, підтримуваними важкою артилерією (близько 2900 чоловіків). Потім японці оцінили американський особовий склад у 10 000 чоловіків, коли насправді він вже склав 23 000 ·  ·  ·  ·  · .
12 жовтня японська інженерна рота розпочала відкриття смуги під назвою «Дорога Маруями», від Матанікау до південної межі американського периметру Лунга Пойнт. Доріжка, завдовжки 15 миль (24 км), перетинала найскладнішу місцевість у Гуадалканалі, включаючи кілька річок, глибокі та покриті багном яри, круті хребти, всі покриті дуже щільною тропічною рослинністю. У період з 16 по 18 жовтня 2-а дивізія розпочала своє просування вздовж дороги Маруями  ·  ·  · .
23 жовтня сили Маруями все ще боролися проти джунглів, щоб дістатися до американських ліній. Увечері, дізнавшись, що його сили повинні здобути свої позиції нападу, Хаятаке відклав напад на 19:00 середи 24 жовтня. Американці не знали про підхід сил Маруями ·  · .
Суміоші був повідомлений штабом Хаятаке про перенесення наступу на 24 жовтня, але не зміг зв'язатися зі своїми військами, щоб повідомити їх. Роблячи це, в сутінках 23 жовтня два батальйони 4-го піхотного полку та дев'ять танків 1-ї незалежної роти почали свій напад із заходу на оборонні позиції американських морських піхотинців у гирлі Матанікау. Вогонь артилерії та морські піхотинці зуміли відбити напади, знищивши всі танки та вбивши багатьох японських солдатів, тоді як американці зазнали лише легких втрат ·  ·  ·  · .
Нарешті, пізніше 24 жовтня, сили Маруями дійшли до американського периметра Лунги. Протягом двох послідовних ночей вони розпочали багато безуспішних лобових нападів проти позицій, захищених морськими піхотинцями 1-го батальйону 7-го морського полку, яким командував підполковник Пуллер та 3-й батальйоном 164-го піхотного полку армії США, яким командував підполковник Роберт Холл. Підрозділи морських піхотинців та армії США, оснащені гвинтівками, кулеметами, мінометами, артилерією (також включаючи використання шрапнелі) та 37-мм протитанковими гарматами спричинили справжню розправу в японських рядах. Кілька невеликих груп японців прорвали американську оборону, але всі вони були вигнані та знищені протягом наступних днів. Понад 1500 чоловіків Маруями були вбиті під час нападів, а американці втратили 60 чоловіків. У ці ж дні літаки Хендерсон Філд захищали позицію проти японських повітряних та морських атак, знищивши 14 літаків і потопивши легкий крейсер ·  · .
Інші японські напади вздовж Матанікау 26 жовтня також були відбиті з великими втратами для японців. Нарешті, 26 жовтня о 8 годині вечора Хаятаке скасував усі напади заплановані пізніше і віддав наказ про відступ своїм силам. Близько половини вижилих Маруями, отримали наказ про відхід до високої долини Матанікау, тоді як 230-й піхотний полк під командуванням полковника Тошинарі Шоджі був відправлений до Колі Пойнт, на схід від периметра Лунги. Елементи 2-ї дивізії дійшли до штабу 17-ї армії в регіоні Кокумбона, на захід від Матанікау 4 листопада 1942 року. Того ж дня підрозділ Шоджі дістався до пункту призначення та створив табір. Зменшена через мертвих в бою, поранених, недоїдання та тропічні захворювання, 2-а дивізія не змогла взяти участь у нових наступальних діях і обмежилася роллю оборонних сил уздовж узбережжя для решти кампанії. Загалом японці втратили від 2200 до 3000 чоловіків під час цих боїв, тоді як американці втратили лише близько 80 солдат ·  ·  · .

### Морська битва за острови Санта Круз
У той час як війська Гіакутаке атакували периметр Лунги, японські авіаносці у супроводі інших важливих військових кораблів під загальним командуванням Ізороку Ямамото зайняли позиції на південь від Соломонових островів. Звідти японські військово-морські сили сподівалися вступити в бій та рішуче розбити будь-які військово-морські сили союзників (в основному американські), зокрема повітряно-морські групи, відповідальні за відповідь на наземний наступ Гіакутаке. Повітряно-морські сили союзників у регіоні, тепер під командуванням Вільяма Хелсі-молодшого, також сподівалися зустріти японські військово-морські сили в битві. Німіц замінив Гормлі на Хелсі 18 жовтня після висновку, що бачення Гормлі стало занадто песимістичним і короткозорим, щоб ефективно командувати союзними силами в районі півдня Тихого океану  ·  · .
Два ворожі повітряно-морські флоти зіткнулися вранці 26 жовтня, в битві яку історія запам'ятає як битву на островах Санта-Крус. Після кількох повітряних зіткнень, надводні кораблі союзників були змушені відступити з бойової зони із втратою авіаносця (Hornet) та іншого (Enterprise) сильно пошкодженого. Однак присутні японські повітряно-морські сили також відійшли через великі втрати, яких зазнали бортові літаки та значну шкоду на двох авіаносцях. Хоча це, мабуть, японська тактична перемога за кількістю затоплених та пошкоджених кораблів, втрата японцями багатьох досвідчених і незамінних екіпажів літаків виявилася тривалою стратегічною перевагою для союзників, повітряні втрати, яких під час бою були відносно низькими. Японські авіаносці більше не повинні були відігравати значну роль у решті кампанії  ·  · .

### Бойові дії в жовтні 1942
11-12 жовтня під час перевезення японцями підкріплень, біля берегів Гуадалканала розгорівся ще один морський бій. У цьому бою біля мису Есперанса втрати сторін були невеликими, але результат був більш сприятливим для американців. Було потоплено японські крейсер і есмінець, а також пошкоджено 2 крейсери.
16 жовтня великі сили японців висадились на Гуадалканалі. Їх загальна чисельність становила до 22 тисяч осіб. На той час американці довели чисельність своїх військ до 23 тисяч солдат.
Положення американців на острові стало складним, оскільки артилерія японських лінкорів і крейсерів завдала величезної шкоди аеродрому Гендерсон-філд. Пожежа знищила близько 50 літаків і запаси пального. Американські важкі бомбардувальники були змушені перебазуватися на Нові Гебриди. Постійні бомбардування японської авіації тримали американців у напрузі.
24 жовтня японці почали наступ на острові, але на другу добу були змушені відступити, втративши більше 2 тисяч осіб.
26 жовтня поблизу острова Санта-Клаус відбувся морський бій, в якому головну роль відігравала авіація. Внаслідок бою, який закінчився 27 жовтня, було потоплено американський авіаносець «Хорнет» і один есмінець. Пошкодження отримали авіаносець «Ентерпрайз», лінійний корабель «Саут Дакота», крейсер і есмінець. У японців отримали пошкодження авіаносець «Сьокаку», легкий крейсер «Дзуйхо» і ескадренний міноносець. Японці зазнали великих втрат у літаках: 70 літаків не повернулись на бази.

### Наземні операції в листопаді
Щоб використати перемогу над Хендерсон Філд, Вандегріфт відправив шість батальйонів морських піхотинців, до яких приєднався батальйон армії США, провести наступ на захід від Матанікау. Операція на чолі з Мерріттом Едсоном мала на меті зайняти позицію Кокумбони, штаб 17-ї армії на захід від Пойнт Крус. Захист Пойнт Крус був відповідальністю 4-го японського піхотного полку, яким командував Номасу Накагума. Цей полк був серйозно зменшенений через важливі втрати через бої, тропічні захворювання та недоїдання ·  ·  ·  ·  · .
Американський наступ розпочався 1 листопада 1942 року і, після деяких труднощів, вдалося знищити японські сили 3 листопада, що захищали позицію Пойнт Крус, включаючи підрозділи другого ешелону, відправленого на зміцнення полку Накагуми. Однак, в той же час, інші американські сили виявили японські війська, що нещодавно висадилися поблизу Колі Пойнт на сході периметру Лунги, з якими вони почали бій. Зіткнувшись із необхідністю протистояти цій новій загрозі, Вандегріфт тимчасово зупинив наступ на Матанікау 4 листопада, а американці збиралися прорвати японську оборону та взяти Кокумбону. В наступі загинув 71 американець та 450 японців ·  ·  ·  · .
У Колі Пойнт, на світанку 3 листопада, п'ять японських есмінців дійсно висадили 300 чоловіків, щоб підтримати Шоджі та його підрозділи, які були на шляху, щоб приєднатися до Колі Пойнт після битви за Хендерсон Філд. Дізнавшись про висадку, Вандегріфт послав батальйон морських піхотинців під командуванням Германа Х. Хеннекена, щоб перехопити японців у Колі. Незабаром після висадки останні почали бій і відбили батальйон Хеннекена до периметра Лунги. У відповідь Вандегріфт наказав батальйону морських піхотинців Пулера, а також двом батальйонам 164-го піхотного полку, що супроводжувалися батальйоном Хеннекена, рухатися до Колі Пойнт, щоб тут атакувати японські сили ·  ·  ·  ·  ·  · .
Коли американські війська розпочали свій рух, Шоджі та його люди дійшли до Колі Пойнт. З 8 листопада американські війська намагалися оточити Шоджі та його людей у бухті Гаваги поблизу Колі Пойнт. Тим часом Хаятаке дав Шоджі наказ покинути позиції у Колі та приєднатися до японських сил у Кокумбоні, в районі Матанікау. Використовуючи прорив, що складався з заболоченого потоку на південному фронті американських ліній, Шоджі та від 2000 до 3000 його людей вдалося втекти в джунглі на південь, між 9 та 11 листопада. 12 листопада американці взяли цю позицію і вбили останніх японських солдатів, що залишилися в мішку опору. Американці порахували тіла від 450 до 475 японців, які загинули в районі Колі Пойнт і взяли більшу частину важкої зброї та припасів, які Шоджі повинен був лишити на місці. Американські сили мали 40 загиблих та 120 поранених під час операції ·  ·  ·  ·  ·  · .
5 листопада Вандегріфт наказав Карлсону та його команді піти пішки з Аоли і напасти на будь-який елемент сил Шоджі, який він міг наздогнати. З рештою рот свого батальйону, який прибув через кілька днів, Карлсон та його люди розпочали 29-денний патруль до Аоли до периметру Лунги. Командо Карлсона мали забезпечити безпеку 500 інженерів, які намагалися побудувати аеродром поблизу Колі Пойнт. Хелсі, діючи за рекомендацією Тернера, справді схвалив це будівництво. Воно було остаточно покинуте наприкінці листопада через невідповідну місцевість · .
Під час патрулювання командо розпочали численні бої з військами Шоджі, які відступали, вбивши майже 500 з них і маючи лише 16 загиблих у своїх рядах. На додаток до втрат, яких зазнали під час нападів командо Карлсона, тропічні захворювання та відсутність їжі, спричинили багато додаткових втрат підрозділам Шоджі. Коли останні дісталися до річки Лунга в середині листопада, майже на півдорозі між Колі Пойнт та Матанікау, лише 1300 чоловіків з головного корпусу військ були ще живі. Коли Шоджі досяг позицій 17-ї армії на захід від Матанікау, в нього було лише від 700 до 800 вцілілих людей. Згодом більшість тих, хто вижив, були інтегровані в інші японські підрозділи, що захищали гору Остін та верхню долину Матанікау ·  ·  ·  ·  ·  · . Нарешті, все ще в той самий період, приїзди Токіо Експрес 5, 7 та 9 листопада привезли додаткові війська з 38-ї японської піхотної дивізії, включаючи основу 228-го піхотного полку. Ці свіжі війська були швидко впроваджені в районах Пойнт Крус та Матанікау та допомогли успішно чинити опір наступним американським атакам 10 та 18 листопада. Таким чином, американці та японці повинні були зіткнутися на лінії, що знаходилася на захід від Пойнт Крус протягом наступних шести тижнів ·  ·  · .

### Морська битва поблизу о. Гуадалканал
Японське командування вирішило відновити бойові дії на початку листопада 1942 для захоплення острова. Це призвело до двох зіткнень, які отримали назву «Морська битва поблизу о. Гуадалканал».
Зранку 13 листопада відбувся бій у протоці між островами Гуадалканал і Флорида. 11 японських транспортів і бойові кораблі намагались висадити на острів велике підкріплення (на транспортах перебувало 13,5 тисяч солдатів) і одночасно завдати удару артилерією лінійних кораблів по аеродрому Гендерсон-філд. До складу сил забезпечення конвою входили 2 лінкори, легкий крейсер і 14 есмінців під командуванням віце-адмірала Н. Абе.
На підході до острова японські кораблі зустрілися з американським морським з'єднанням адмірала Д.Калагена (2 важких і 3 легких крейсери, 8 есмінців), яке забезпечувало розвантаження військ і спорядження, що були доставлені на Гуадалканал напередодні. Бій продовжувався близько 30 хвилин.
Американці втратили два крейсери й 4 есмінці. З японської сторони були потоплено два есмінці й значно пошкоджено лінкор «Хіей». Наступного дня, після декількох ударів американської авіації, він затонув. Це був перший лінкор, який японці втратили під час війни. 
14 листопада літаки з авіаносця «Enterprise» («Ентерпрайз») потопили 7 з 11 японських транспортів із військами.
У ніч на 15 листопада японці знову намагались доставити підкріплення на Гуадалканал на транспортах, які охороняло з'єднання адмірала Н. Кондо (лінійний корабель, 4 крейсери і 9 есмінців). Проти нього діяло з'єднання адмірала В. Лі (2 лінкори, авіаносець і 4 есмінці). У жорстокому бою сторони зазнали значних втрат. Японський лінійний корабель «Кірісіма» було виведено з ладу й затоплено власною командою. Потонув японський есмінець. Втрати американців становили 3 есмінці, важкі пошкодження отримав лінійний корабель «Саут Дакота». Останні чотири японські транспорти американські літаки знищили 15 листопада, вже після того, як вони висадили на острів близько 2 тисяч солдатів.
Таким чином, 15 листопада до місця призначення дісталися лише 4000 японських солдат (із 11 000).
Після майже чотирьох місяців успішної оборони американці перейшли в наступ. Протягом останніх днів місяця морська піхота збільшила периметр настільки, що на початку грудня на зміну виснаженої боями 1-ї дивізії морської піхоти Вандергріфта прибули 25-а піхотна дивізія, 2-а дивізія морської піхоти й дивізія «Америкал» — XIV корпус під командуванням генерал-майора Александера Петча. Петч швидко підготував кампанію звільнення острова від японців.

### Бій поблизу мису Тасафаронга
Японці продовжували стикатися з проблемами в доставці достатніх запасів для своїх військ на Гуадалканал. Спроби використовувати лише підводні човни протягом останніх двох тижнів листопада не змогли відповісти на ці проблеми. Спроба встановити бази на Центральних Соломонових островах для транспортування конвоїв барж до Гуадалканалу також не вдалася через руйнівні напади союзної авіації. 26 листопада 17-а армія повідомила Імамурі, що вона стикається з критичним дефіцитом їжі: певні підрозділи на передовій не були поповнені протягом шести послідовних днів, і навіть раціони військ на задній частині фронту були зменшені на третину. Критична ситуація змусила японців повернутися до використання есмінців для доставки необхідних запасів ·  · . Потім особовий склад 8-го флоту розробив план, який допомагає зменшити експозицію есмінців, відповідальних за доставку запасів до Гуадалканалу. Великі бочки з нафти та палива були очищені та наповнені медичним обладнанням та їжею, з достатньою кількістю повітря, щоб забезпечити плавучість та нанизувати разом на канатах. Коли есмінці дісталися до Гуадалканалу, вони зробили віраж з найменшим радіусом, і бочки потім були звільнені, а плавець або човен з узбережжя змогли захопити плаваючий кінець мотузки і витягнути його на пляж, або солдати могли потім витягнути ці запаси ·  ·  ·  ·  ·  ·  · .
Підрозділ підсилення Гуадалканалу 8-го флоту (Токіо Експрес), під командуванням на той час Раізо Танаки, отримав місію Мікава: провести перші п'ять поїздок у напрямку Тассафаронгу, використовуючи метод бочок в ніч на 30 листопада. Військово-морський підрозділ Танаки був організований навколо восьми есмінців, у тому числі шести призначених для транспортування від 200 до 240 бочок провізії кожен ·  ·  ·  · . Поінформований про спробу постачання японців джерелами розвідки, Хелсі дав наказу Task Force 67, складеній з чотирьох крейсерів та чотирьох есмінців під командуванням контр-адмірала Карлтона Х. Райта перехопити військово-морську силу Танаки та тримати її подалі від Гуадалканалу. Два додаткові есмінці приєдналися до морської групи Райта спочатку Еспіріто Санту, протягом дня 30 листопада ·  ·  ·  ·  ·  ·  · .
О 22:40 30 листопада сили Танаки приїхали до Гуадалканалу і готувались вивантажити бочки з постачанням. Тим часом військові кораблі Райта підійшли, проходячи повз Ironbottom Sound, але прибуваючи з протилежного напрямку. Група Райта виявила сили Танаки на радарі, а командир есмінця вимагав дозволу відкрити вогонь торпедами. Райт чекав чотири хвилини, перш ніж дати дозвіл, дозволяючи Танаці уникнути оптимальної конфігурації стрільби. Усі американські торпеди не попали по цілям. У той же час, крейсери Райта швидко відкрили вогонь і знищили один з японських есмінців супроводу. Решта кораблів Танаки відмовилися від місії доставки, збільшили швидкість і запустили в цілому 44 торпеди у напрямку крейсерів Райта ·  ·  ·  ·  · . Японські торпеди вдарили і затопили американський крейсер Northampton і серйозно пошкодили Minneapolis, New Orleans та Pensacola. Решта есмінців Танаки вийшли без пошкоджень, але, не встигнувши доставити запаси страждаючим військам на Гуадалканалі ·  ·  · .
7 грудня 1942 р. війська Хайакутаке втрачали близько 50 чоловіків на день через недоїдання, захворювання, а також через сухопутні та повітряні атаки. Інші наступні спроби групи есмінців Танаки 3, 7 та 11 грудня доставки припасів не встигли пом'якшити кризу, і один із есмінців Танаки був потоплений торпедою, запущеною з американського човна PT ·  ·  · ,
У ніч на 1 грудня відбувся морський бій поблизу мису Тасафаронга. Японці потопили американський крейсер і завдали важких пошкоджень трьом іншим. Самі ж втратили лише есмінець. Але їм не вдалось висадити на острів підкріплення.
Це був останній бій надводних кораблів поблизу Гуадалканала. У подальшому обидві сторони обмежувались ударами авіації по суднах, які доставляли підкріплення.

### Японське рішення відступу
12 грудня 1942 р. імператорський флот запропонував покинути Гуадалканал. У той же час, багато офіцерів штабу армії в імператорському штабі також припустили, що нові зусилля, щоб захопити Гуадалканал будуть неможливими. Делегація на чолі з полковником японської імператорської армії Джайкіро Санадою, керівником відділу операцій імператорського штабу, здійснила візит до Рабаула 19 грудня, і консультувала Імамуру, а також його штаб. При поверненні делегації до Токіо, Санада рекомендував покинути Гуадалканал. Основні лідери імператорського штабу затвердили рекомендацію Санади 26 грудня та дали своїм штабам наказ розглянути плани про відступ, встановлення нової лінії оборони в центральній частині Соломонових островів та переміщення пріоритетів та ресурсів до кампанії в Новій Гвінеї ·  ·  ·  · .
28 грудня генерал Хайме Сужіяма та адмірал Осамі Нагано особисто повідомили імператора Хірохіто про рішення про відступ з Гуадалканалу. 31 грудня імператор офіційно схвалив рішення. Японці почали таємно готувати свою евакуацію під назвою операція KE, яка повинна була розпочатися в останній частині січня 1943 ·  ·  ·  ·  ·  · .

### Битва за гори Остан, Галопуючий кінь і Гіпокамп
У грудні 1-а дивізія морських піхотинців виснажена боями попередніх місяців, був вилучена з фронту, щоб відновитися та поступово замінена протягом наступного місяця, 14-м корпусом, який став здійснювати операції на острові. Цей армійський корпус складався з 2-ї дивізії морських піхотинців, 25-ї піхотної дивізії та 23-ї дивізії армії США. Генерал-майор Александр Патч армії США замінив Вандегріфта на посаді командира союзних сил на Гуадалканалі, які у січні становили понад 50 000 чоловіків ·  ·  ·  ·  ·  · . Піхотні полки 23-ї дивізії були одиницями Національної гвардії. 164-й був з Північної Дакоти, 182-й з Массачусетса та 132-й з Іллінойсу. Раніше 147-й був частиною 37-ї піхотної дивізії. Під час його перебування на Гуадалканалі 1-а дивізія морських піхотинців мала 650 загиблих, 31 зниклих, 1278 поранених та 8580, хворих, в основному на малярію. 2-й полк морських піхотинців прибув до Гуадалканалу з більшою частиною 1-ї дивізії морських піхотинців, але залишився ззаду, щоб приєднатися до свого підрозділу, 2-ї дивізії морських піхотинців. 35-й полк 25-ї піхотної дивізії прибув до Гуадалканалу 17 грудня, 27-й полк 1 січня та 161-й полк 4 січня. Підрозділи штабу 2-ї дивізії морських піхотинців, 6-й полк морських піхотинців та різні підрозділи підтримки та важка зброя також прибули 4 та 6 січня. Генерал-майор Джон Марстон, командувач 2-ї дивізії морських піхотинців, залишився в Новій Зеландії, оскільки він був старшим у рангу, ніж Патч. Це бригадний генерал Альфонс де Карр командував 2-ю дивізією морських піхотинців на Гуадалканалі. Загальна кількість морських піхотинців на Гуадалканалі та Тулагі 6 січня 1943 року становила 18383.
18 грудня союзні сили (по суті американці) почали атакувати японські позиції з гори Остін. Сильна японська укріплена позиція, яка називалася Gifu, протистояла нападам так, що американці були змушені тимчасово припинити їх наступ 4 січня 1943 ·  ·  ·  ·  · .
Союзники відновили свій наступ з 10 січня, атакуючи японців знову на горі Остін, а також на двох хебтах, що були поблизу під назвою Гіпокамп і Галопуючий кінь. Після деяких труднощів союзники взяли три нерівності поверхні 23 січня. У той же час морські піхотинці висунулися вздовж північного узбережжя острова, здобувши значні здобутки. Американці втратили 250 чоловіків під час операції, тоді як японці мали 3000 загиблих, або близько 12 до 1 на користь американців ·  · .

### Евакуація Ке та битва за острів Ренел
14 січня рейд Токіо Експрес висадив еквівалент батальйону солдатів, що зіграли роль ар'єргарду для операції з евакуації КЕ. Офіцер штабу Рабаула супроводжував війська, щоб повідомити Хаякутаке офіційне рішення про залишення острова. У той же час японські кораблі та літаки рухалися, щоб зайняти позицію навколо району Рабаула та Бугенвіля, щоб виконати операцію з відступу. Служби розвідки союзників виявили японські переміщення, але трактували їх помилково як нову спробу взяття Хендерсон Філд та Гуадалканалу ·  ·  ·  ·  · .
Патч, не довіряючи тому, що він вважав неминучим японським наступом, залучив лише відносно обмежену частину військ, щоб продовжити повільний наступ проти сил Хаякутаке. 29 січня Хелсі, діючи з тієї ж інформації, надіслав до Гуадалканалу конвой поповнення запасів, захищений групою крейсерів. Побачивши військово-морську групу крейсерів, японські бомбардувальники з торпедами, напали на цей флот цього ж вечора і серйозно пошкодили американський крейсер Chicago. Наступного дня нові торпедні літаки напали і затопили його. Хелсі наказав залишкам військово-морської групи повернутися до своєї бази, а решті своїх військово-морських сил зайняти позицію в Кораловому морі на південь від Гуадалканалу, щоб бути готовим протистояти тому, що сприймається як новий японський наступ ·  ·  · .
Тим часом 17-а японська армія відійшла до західного узбережжя Гуадалканалу, тоді як підрозділи ар'єргарду поклали кінець американському наступу. Вночі 1 лютого, 20 есмінцям 8-го флоту Мікави, під командуванням Шінтаро Хашимото вдалося успішно вивезти з острова 4935 солдатів, головним чином з 38-ї дивізії. Японці та американці втратили по есмінцю через повітряні атаки, пов'язані з цією евакуаційною місією  ·  ·  ·  ·  · .
У ночі від 4 ло 7 лютого Хашимото та його есмінці завершили евакуацію більшості японських військ, що залишилися. Окрім кількох повітряних атак, союзні сили, все ще в очікуванні великого японського наступу, не намагалися перешкодити Хашимото цим конвоям евакуації. Загалом японці успішно евакуювали 10652 чоловіки з Гуадалканалу. 9 лютого Патч зрозумів, що японці пішли і оголосив Гуадалканал безпечним для союзних сил, закінчивши кампанію ·  · .

## Наслідки
Після від'їзду японців, Гуадалканал і Тулагі були перетворені на основні бази для підтримки прогресування союзних сил у ланцюзі Соломонових островів. Окрім Хендерсон Філд, в Лунга Пойнт були побудовані дві смуги для винищувачів та аеродром для бомбардувальників у Колі Пойнт. У Гуадалканалі, Тулагі та Флориді були створені великі масштабні логістичні установки. Якорна стоянка навколо Тулагі стала важливою вдосконаленою базою для військових кораблів союзників, а також транспортних кораблів, які підтримували кампанію Соломонових островів. Кілька основних сухопутніх підрозділів були зосереджені у величезних таборах та казармах на Гуадалканалі перед їх подальшим розгортанням на Соломонових островах.

### Історична важливість
Кампанія за Гуадалканал коштувала японцям згідно різних джерел між 25000 і 28580 чоловіків, у тому числі приблизно 4300 моряків, конкретні показники важко оцінити. Операція Ке дозволила евакуацію особового складу між 9100 та 13000 чоловіків, згідно різних джерел. Американські втрати більш відомі і становлять близько 1600 на землі, включаючи більшість морських піхотинців і близько 5000 моряків під час військово-морських битв навколо острова. Воюючі сторони зазнали приблизно еквівалентних втрат в літаках та військових кораблях, японці, зі свого боку, були не в змозі замінити свої втрати, зокрема, на рівні авіаторів воєнно-морської авіації розташованої на землі, після втрат своїх товаришів на авіаносцях у Мідвей. Наприкінці битви американці мали лише один авіаносець, Enterprise, і англійці надали в їхнє розпорядження авіаносець Victorious, який буде працювати з американським флотом, але не братиме участі в жодній великій дії. Наступні місяці будуть важкими для союзників, особливо американців, поки промислова могутність останніх не досягне рівня виробництва, що дозволить їм доставляти до театрів операцій надлишок чоловіків та обладнання. Обладнання, якого, навпаки, не вистачає японцям. Роблячи це, взяття Гуадалканалу союзниками є першим проломом по периметру, який Японія створила в перші шість місяців війни, і доказ того, що союзники мали ініціативу.
Після битви при Гуадалканалі японці опинилися в обороні в Тихому океані. Їх невблаганність зміцнити Гуадалканал послабила зусилля щодо інших театрів, тим самим сприяючи успіху австралійської та американської протидії в Новій Гвінеї, що завершилося захопленням ключових баз Буни та Гони на початку 1943 року. Таким чином, союзники виграли стратегічну ініціативу, яку вони більше не кинули пізніше. У червні вони почали операцію Cartwheel, яка після модифікації в серпні 1943 року формалізувала стратегію ізоляції Рабаула та порушення морських ліній зв'язку. Подальша нейтралізація Рабаула та союзні сили, які були зосереджені там, полегшують кампанію Південно-Західного Тихого океану під командуванням генерала Макартура та кампанію чехарди з острова на острів Центрального Тихого океану під командуванням адмірала Німіца, дві осі зусиль успішно просуваються до Японії. Залишок японської оборони в районі Південного Тихого океану згодом був знищений або обійдений союзними силами, поки війна просувалася до свого завершення · .

### Питання ресурсів
Битва за Гуадалканал була однією з перших тривалих кампаній на Тихому океані, паралельних до конкуруючої, але пов'язаної кампанії на Соломонових островах. Обидві кампанії були битвами, які серйозно випробували матеріально-технічні можливості воюючих країн. На початку кампанії американці були обмежені труднощами з постачанням через численні втрати крейсерів і авіаносців, які ще не були компенсовані великими кораблебудівними програмами. Ця потреба вперше спонукала до розвитку ефективного повітряного транспорту. Не здобувши переваги в повітрі, Японія була змушена вдатися до барж, есмінців і підводних човнів, щоб доставити підкріплення, з дуже неоднаковими результатами · .
Військово-морські сили США зазнали таких значних втрат під час кампанії, що кілька років відмовлялися офіційно опублікувати загальні дані про втрати. Однак, оскільки кампанія тривала, а американська громадськість усвідомлювала критичну ситуацію на Гуадалканалі та героїзм американських сил, у цей район було направлено більше засобів. Це було великою проблемою для Японії, військово-промисловий комплекс якої виявився нездатним встигати за інтенсивністю виробництва американської промисловості. Таким чином, японці втратили незамінні підрозділи, а американські підрозділи були швидко замінені та навіть посилені · .
Гуадалканальска кампанія дорого коштувала Японії зі стратегічної точки зору, а також з точки зору матеріальних і людських втрат. Під час кампанії загинуло близько 25 тисяч досвідчених бійців. Вичерпання ресурсів безпосередньо сприяло невдачі Японії в досягненні мети під час Новогвінейської кампанії. Японська держава також втратила контроль над півднем Соломонових островів і, таким чином, можливість перешкодити морським сполученням союзників з Австралією. Тому головна японська база в Рабаулі опинилася під прямою загрозою з боку авіації союзників. Найголовніше те, що обмежені сухопутні, повітряні та морські сили були назавжди втрачені в джунглях Гуадалканалу та навколишніх морях. Згодом японці ніколи не змогли замінити так швидко, як союзники, літаки та кораблі, знищені та потоплені під час цієї кампанії, ані досвідчені екіпажі ветеранів, особливо екіпажі військово-морської авіації ·  · .

### Стратегічне питання
Перемога союзників у битві при Мідвеї дозволила Сполученим Штатам відновити військово-морський паритет у Тихому океані. Проте сам по собі цей факт не змінив перебігу війни. Лише після перемог союзників на Гуадалканалі та Новій Гвінеї японський наступальний порив припинився, і стратегічна ініціатива перейшла до союзників, як пізніше виявилося, назавжди. Кампанія на Гуадалканалі поклала кінець усім японським спробам експансії та чітко поставила союзників у позицію переваги · . Таким чином, ця перемога стала першою ланкою в довгому ланцюжку успіхів, які зрештою привели до капітуляції Японії та окупації Японських островів ·  · .
Політика «Європа перш за все», прийнята Сполученими Штатами, спочатку дозволяла лише оборонні дії перед обличчям японської експансії, щоб зосередити ресурси на розгромі Німеччини. Проте аргументація адмірала Кінга щодо вторгнення на Гуадалканал, а також її успішна реалізація переконали Франкліна Делано Рузвельта, що тихоокеанський театр так само легко можна атакувати, не ставлячи під сумнів пріоритет, наданий Європі. До кінця 1942 року стало ясно, що Японія програла кампанію на Гуадалканалі. Це стало серйозним ударом по стратегічних планах Японії щодо захисту своєї імперії та несподіваною перемогою американців ·  ·  · .
Психологічна перемога була, мабуть, такою ж важливою, як і військова. За рівних умов союзники перемогли найкращі сухопутні, повітряні та військово-морські сили Японії. Після Гуадалканалу солдати союзників дивилися на японські армії з набагато меншим страхом і захопленням, ніж раніше. З прибуттям нових підкріплень на початку 1943 р. шанси союзників на перемогу у війні на Тихому океані зросли вдесятеро.
«Токійський експрес більше не має кінцевої зупинки на Гуадалканалі.»
- генерал-майор Олександр Патч, командувач американськими військами на Гуадалканалі.
«Гуадалканал більше не є просто назвою острова у військовій історії Японії. Так називається японське військове кладовище.»
- генерал-майор Кіотаке Кавагуті з Імператорської армії Японії, командир 35-ї піхотної бригади на Гуадалканалі.
Окрім Кавагуті, кілька японських політичних і військових лідерів, у тому числі Наокі Хосіно, адмірал Нагано та Торашіро Кавабе, незабаром після війни заявили, що Гуадалканал став поворотним пунктом у конфлікті. «Що стосується переломного моменту [у війні], то момент, коли позитивні дії припинилися або навіть стали негативними, був, я вважаю, на Гуадалканалі.»

## Евакуація японських військ
До 7 січня 1943 року американці зосередили на Гуадалканалі більше 50 тисяч осіб. Морська піхота й інші американські частини перейшли в наступ.
Японці відмовились від продовження кампанії. 4 січня японський імперський генеральний штаб віддав наказ про поступову евакуацію військ. Американці, не знаючи про це рішення, рухались уперед повільно й обережно, що дало японцям змогу завершити евакуацію до 7 лютого 1943 року.

## Втрати
Японці евакуювали з Гуадалканала 10 630 осіб, втратили під час боїв за острів 24 600, 2 лінкори, легкий авіаносець, 3 важких і 2 легких крейсери, 12 есмінців, 4 підводні човни й 23 транспортних судна.
Американці втратили 6696 осіб убитими та пораненими, 2 важких авіаносці, 6 важких і 2 легких крейсери, 15 есмінців.
Битва за Гуадалканал завершилась важкою поразкою Японії. Кількісна та якісна перевага американських військ свідчила про зміну співвідношення сил на Тихому океані на користь США. Перемога американців означала початок перелому в боротьбі на Тихому океані[джерело?], ініціативу ведення бойових дій захопили збройні сили США. Японія змушена була перейти до стратегічної оборони.

### Виноски
1. ↑  Особовий склад MIJ включав японських і корейських спеціалістів з будування і досвідчених військових
2. ↑  Приблизно 80 японців втекли на острів Флорида, де протягом наступних двох місяців їх було виявлено та знищено патрулями морської піхоти.